# 凯林·阿科斯塔
凯林·阿科斯塔（英語：Kellyn Acosta，1995年7月24日—），美国男子足球运动员，司职中场，2016年加入成年国家队。他曾代表美国国家队参加2022年国际足联世界杯，结果队伍止步十六强。